# Englischer Hautfarn
Der Englische Hautfarn (Hymenophyllum tunbrigense) ist eine Pflanzenart aus der Gattung der Hautfarne (Hymenophyllum) in der Familie Hautfarngewächse (Hymenophyllaceae).

## Beschreibung

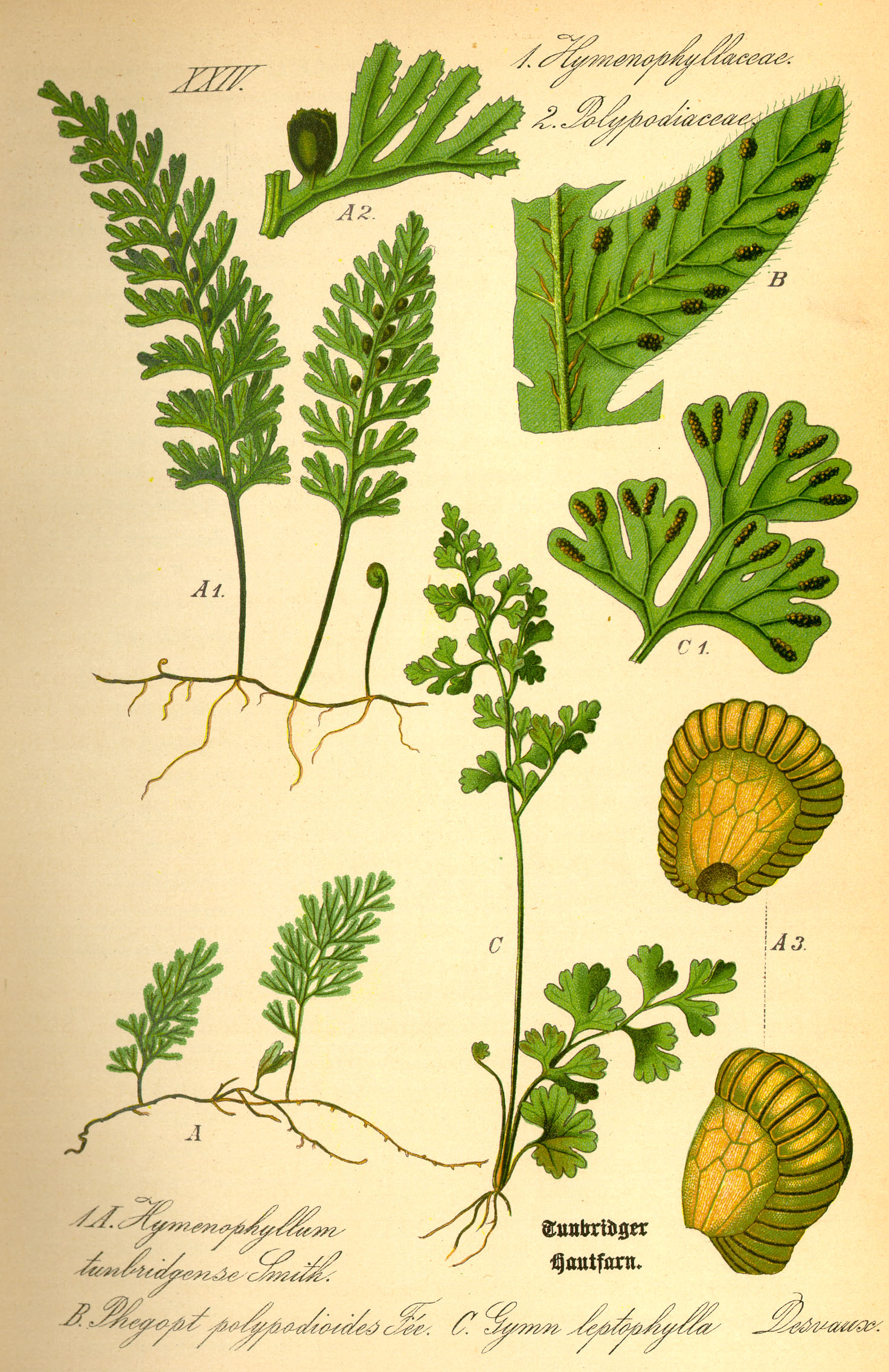
Illustration: Englischer Hautfarn (Hymenophyllum tunbrigense), links; rechts oben (B) ist der Buchenfarn (Phegopteris connectilis) dargestellt, rechts unten (C) der Dünnblättrige Nacktfarn (Anogramma leptophylla)

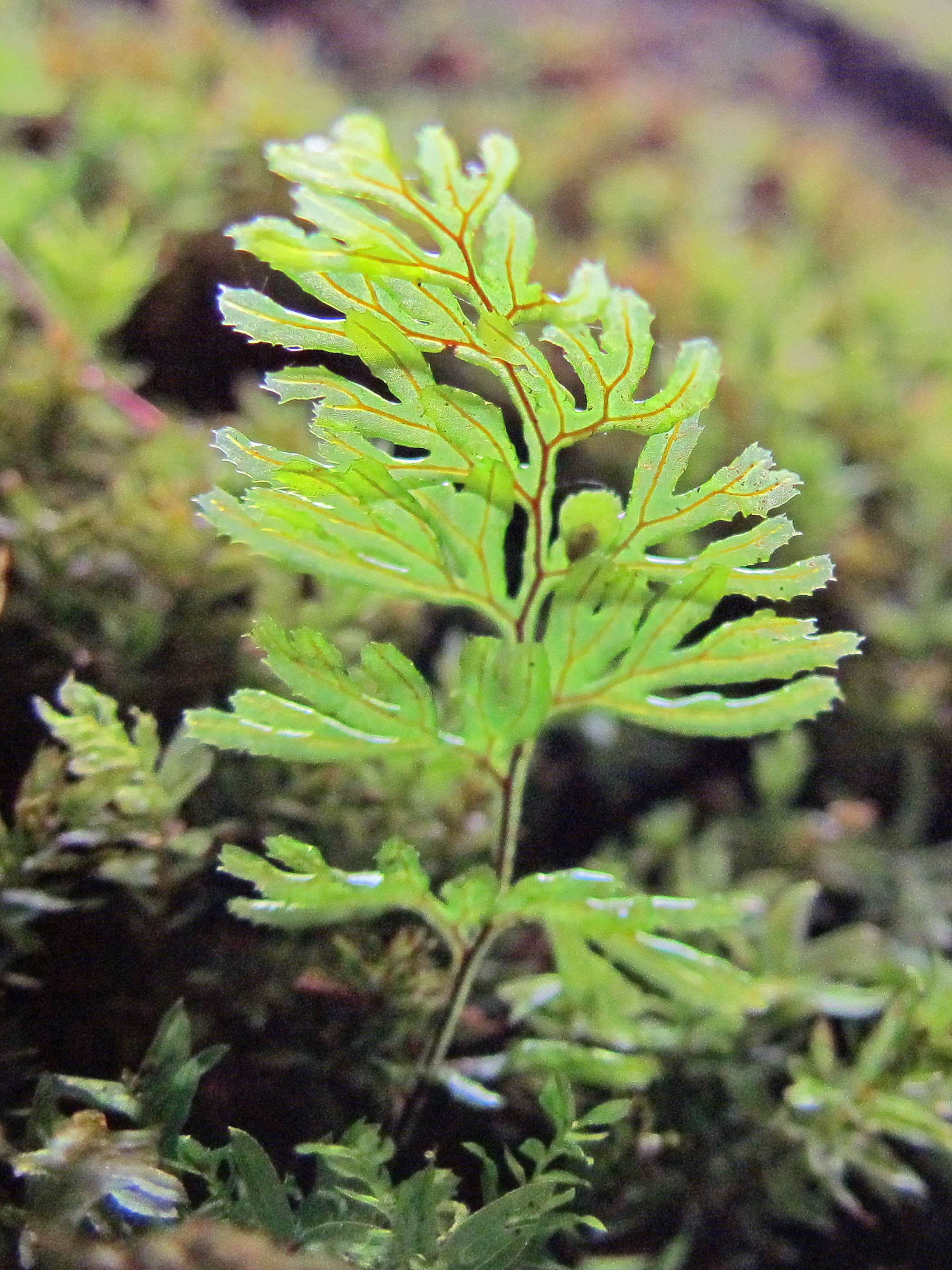
Habitus

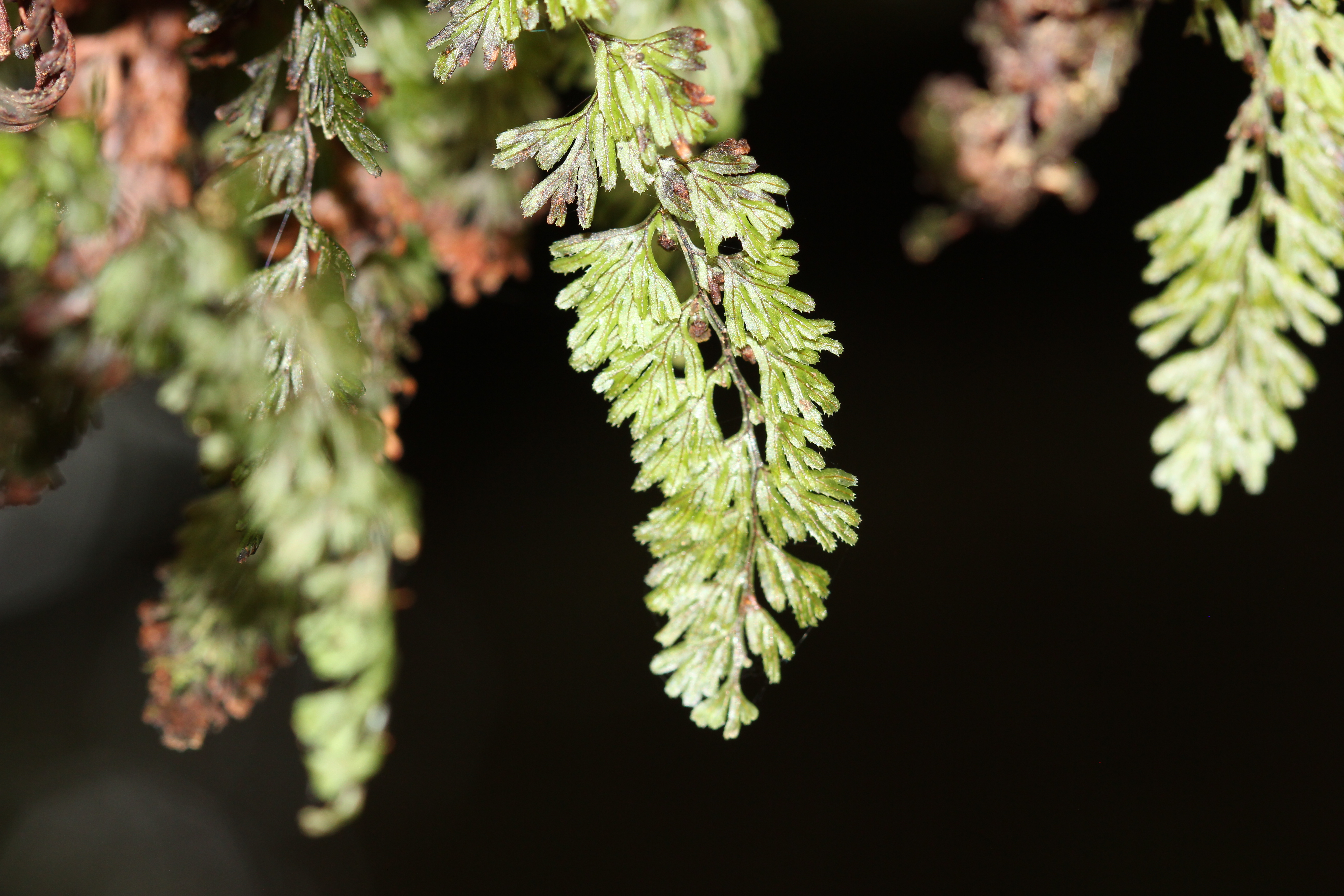
Blattwedel

Der Englische Hautfarn ist eine relativ kleine, ausdauernde krautige Pflanze und erreicht nur Wuchshöhen von 2 bis 6 Zentimetern. Sie wächst moosähnlich mit horizontal kriechendem Rhizom, das an Felswänden oder Bäumen kriecht. Die matt dunkelgrünen Blätter sind 2 bis 8 Zentimeter lang und mit nur einer Zellschicht relativ dünn; sie sind gelappt. Der Blattstiel ist bis 3 Zentimeter lang, vorne wie die Blattspindel geflügelt und halb so lang wie die doppelt fiederteilige Spreite.
Das Blatt besitzt auf jeder Seite 7 bis 15 Blattabschnitte. Diese sind bei den unteren beiderseits, bei den oberen nur auf der Vorderseite fiederteilig. Die Blattzipfel sind lineal-länglich und entfernt scharf gesägt mit nur einem Mittelnerv. An die Spitze sind die Zipfel gestutzt oder abgerundet.
Die Sori finden sich am Grund des vorderen Teils der Blätter. Sie sind kugelig und stehen am Ende des kurzen untersten Seitennervs eines Blattabschnitts. Sie werden von zwei Lappen des Schleiers bedeckt, die nur an der Basis verwachsen sind. Diese Lappen sind halbkreisrund bis verkehrt eiförmig und in der vorderen Hälfte eingeschnitten gesägt. Die Sporen sind kugelig bis tetraederförmig. Die Sporenreife ist im August.
Die Chromosomenzahl beträgt 2n = 26.

## Vorkommen
Das Verbreitungsgebiet erstreckt sich von Mexiko über Zentralamerika bis zur Westseite Südamerikas, umfasst Südafrika und Ostafrika. In Europa ist der Englische Hautfarn auf die atlantischen Gebiete Westeuropas beschränkt. Er hat in Europa seinen Schwerpunkt auf den Britischen Inseln, vor allem auf deren Westseite. Der Englische Hautfarn kommt vereinzelt auch auf Inseln wie Mauritius, Tristan da Cunha, und Juan Fernández sowie den Azoren, Kanaren und Madeira vor. Zahlreiche Vorkommen sind erloschen. In Europa kommt der Englische Hautfarn auf den Azoren, in Großbritannien, Irland, Belgien, Luxemburg, Deutschland (einziger Fundort Bollendorf, 1963 nachgewiesen), Frankreich, Spanien, Kroatien und Italien vor. Vorkommen in Tschechien sind erloschen. In Deutschland ist die Art „streng geschützt“.
Der Englische Hautfarn gedeiht in Europa an feuchten beschatteten Sandsteinfelsen zwischen Moosen und Lebermoosen an luftfeuchter Standorten. Er gedeiht in epilithischen Kryptogamengesellschaften des Verbands Hymenophyllion, gern zusammen mit dem Moos Plagiochila spinulosa.

## Taxonomie
Die Erstveröffentlichung erfolgte 1753 unter dem Namen (Basionym) Trichomanes tunbrigense durch Carl von Linné in Species Plantarum Tomus II, S. 1098. Die Neukombination zu Hymenophyllum tunbrigense (L.) Sm. wurde 1794 durch James Edward Smith in James Sowerby: English Botany; or, Coloured Figures of British Plants ... Tafel 162 veröffentlicht. Das Artepitheton tunbrigense bezieht sich auf das Städtchen Tunbridge Wells in der Grafschaft Kent, wo er zuerst gefunden wurde. Die Schreibweise von Linné als tunbrigense, darf nicht in tunbridgense verändert oder berichtigt werden, auch wenn J. E. Smith bei seiner Umkombination von Trichomanes tunbrigense bei Linné dieses tat.